# San Rafael, Unión Juárez
San Rafael är en ort i Mexiko.   Den ligger i kommunen Unión Juárez och delstaten Chiapas, i den sydöstra delen av landet, 900 km sydost om huvudstaden Mexico City. San Rafael ligger 1 150 meter över havet och antalet invånare är 317.
Terrängen runt San Rafael är kuperad åt sydväst, men åt nordost är den bergig. Runt San Rafael är det ganska tätbefolkat, med 155 invånare per kvadratkilometer. Närmaste större samhälle är Cacahoatán, 9,2 km sydväst om San Rafael. I omgivningarna runt San Rafael växer i huvudsak städsegrön lövskog.